# 모자이크 스타디움 앳 테일러 필드
모자이크 스타디움 앳 테일러 필드(Mosaic Stadium at Taylor Field)은 캐나다 서스캐처원주 리자이나에 소재했던 다목적 경기장이다. 현재 CFL 서스캐처원 러프라이더스의 홈경기장으로 사용하고 있다.